# Мандль, Томас
То́мас Мандль (нем. Thomas Mandl; 7 февраля 1979, Айзенштадт, Австрия) — австрийский футболист, вратарь. Выступал за сборную Австрии. Ныне — тренер.

## Карьера

### Клубная
Томас Мандль начал профессиональную карьеру в столичной «Аустрии» в 1997 году. Первый матч за «Аустрию» сыграл 29 сентября 2001 года. До окончания сезона 2001/02 провёл за команду 19 матчей, в которых пропустил 16 мячей, в 6 матчах сезона отыграв «на ноль». Мандль был вратарём «Аустрии» ещё полтора сезона и после полугодичной аренды в «Штурме» перешёл в швейцарский «Базель», основным голкипером которого был в то время Паскаль Цубербюлер.
В Швейцарии карьера Мандля развивалась не лучшим образом: в сезоне 2004/05 австриец сыграл за «Базель» лишь один матч, в котором пропустил 4 гола. В следующем сезоне Мандль вернулся в чемпионат Австрии; на правах аренды он перешёл в «Адмира Ваккер Мёдлинг».
Непродолжительное время Томас Мандль поиграл в Италии, перейдя в 2006 году в клуб серии C1 «Нуорезе». Вернувшись в январе 2007 года в австрийский чемпионат Мандль следующие полтора года защищал ворота «Швадорфа», сумев выйти с командой из региональной лиги в первую.
После слияния «Швадорфа» с «Адмирой Ваккер Мёдлинг» Мандль остался в команде и выступал за команду ещё два сезона, после чего перешёл в ЛАСК. По итогам сезона 2010/11 клуб Мандля покинул Бундеслигу.
Летом 2012 года Томас Мандль стал игроком клуба первой лиги «Фёрст» (Вена).

### В сборной
Томас Мандль дебютировал в сборной Австрии 20 ноября 2002 года в товарищеском матче с Норвегией. В дальнейшем голкипер провёл ещё 12 матчей за национальную команду, в составе которой участвовал в отборочном турнире к ЧЕ—2004. В последний раз Мандль защищал ворота сборной 18 августа 2004 года в товарищеском матче с Германией.

## Статистика
| Матчи Мандля за сборную Австрии | Матчи Мандля за сборную Австрии | Матчи Мандля за сборную Австрии | Матчи Мандля за сборную Австрии | Матчи Мандля за сборную Австрии | Матчи Мандля за сборную Австрии | Матчи Мандля за сборную Австрии |
| ------------------------------- | ------------------------------- | ------------------------------- | ------------------------------- | ------------------------------- | ------------------------------- | ------------------------------- |
| №                               | Дата                            | Оппонент                        | Счёт                            | Пропущено голов                 | Соревнование                    |                                 |
| 1                               | 20 ноября 2002                  | Норвегия                        | 0-1                             | 0                               | Товарищеский матч               |                                 |
| 2                               | 26 марта 2003                   | Греция                          | 2-2                             | 2                               | Товарищеский матч               |                                 |
| 3                               | 2 апреля 2003                   | Чехия                           | 0-4                             | 4                               | Отборочный матч ЧЕ—2004         |                                 |
| 4                               | 30 апреля 2003                  | Шотландия                       | 2-0                             | 0                               | Товарищеский матч               |                                 |
| 5                               | 7 июня 2003                     | Молдова                         | 0-1                             | 1                               | Отборочный матч ЧЕ—2004         |                                 |
| 6                               | 11 июня 2003                    | Беларусь                        | 5-0                             | 0                               | Отборочный матч ЧЕ—2004         |                                 |
| 7                               | 20 августа 2003                 | Коста-Рика                      | 2-0                             | 0                               | Товарищеский матч               |                                 |
| 8                               | 6 сентября 2003                 | Нидерланды                      | 1-3                             | 3                               | Отборочный матч ЧЕ—2004         |                                 |
| 9                               | 11 октября 2003                 | Чехия                           | 2-3                             | 3                               | Отборочный матч ЧЕ—2004         |                                 |
| 10                              | 31 марта 2004                   | Словакия                        | 1-1                             | 1                               | Товарищеский матч               |                                 |
| 11                              | 28 апреля 2004                  | Люксембург                      | 4-1                             | 0                               | Товарищеский матч               |                                 |
| 12                              | 25 мая 2004                     | Россия                          | 0-0                             | 0                               | Товарищеский матч               |                                 |
| 13                              | 18 августа 2004                 | Германия                        | 1-3                             | 3                               | Товарищеский матч               |                                 |

Итого: 13 матчей / 17 пропущенных голов; 4 победы, 3 ничьих, 6 поражений.